# Great Neck Estates
Great Neck Estates è un villaggio degli Stati Uniti d'America, situato nello stato di New York, nella contea di Nassau.